# Playas de Barcelona
La playas de Barcelona son las que conforman el litoral marítimo de Barcelona, dividiéndolo en diferentes playas a lo largo de casi cinco kilómetros. Son fácilmente accesibles desde cualquier punto de la ciudad y cuentan tanto con las equipaciones básicas y como con las de ocio. Las playas de Barcelona están disponibles todo el año y constituyen la zona de recreo más grande de la ciudad.

## Historia
A finales de la década del 1980, a raíz de los futuros Juegos Olímpicos que se celebrarían en la ciudad el verano de 1992, Barcelona inició la recuperación de su frente marítimo. Esta supuso un cambio histórico, puesto que hasta entonces Barcelona había vivido de espaldas al mar, e hizo posible la integración de las playas del norte en la vida cotidiana de los barceloneses. Con la celebración del Fórum de las Culturas en la ciudad el 2004 se siguió urbanizando la línea de costa en dirección al Besòs, y se crearon también los baños del Fórum, una playa sin arena integrada dentro del parque del Fórum. Durante la temporada de baño de 2019 la bandera amarilla tuvo una gran presencia en las playas de la ciudad debido a la mala calidad del agua o por la presencia de medusas.
El enero de 2020, el temporal Gloria también tuvo una fuerte incidencia en la línea del litoral y causó grandes desperfectos. A resultas de esta situación, el ayuntamiento de la ciudad dijo que pediría la declaración de zona catastrófica y en una primera evaluación cifró los destrozos en más de 12 millones de euros. Un mes más tarde, ya se había aprobado la solicitud de zona gravemente afectada por el temporal y la cifra del balance final por los daños ocasionados había aumentado hasta los casi 24 millones de euros. Se acordó destinar 1,2 a las reparaciones más urgentes en las playas, que se iniciaron a comienzos de marzo, a pesar de que durante los días que sucedieron el temporal ya se habían hecho algunos trabajos para redistribuir la arena movida por el viento. Como consecuencia de la borrasca Gloria, las playas perdieron entre un 10% y un 20% de su superficie, y las más afectadas fueron las de Nueva Icàra, Nueva Mar Bella, Bogatgell y Mar Bella. A pesar de esto, en la primera estimación se había fijado la pérdida mediana de arena en un 30%, pero la bonanza meteorológica posterior hizo posible que buena parte de la arena pudiera ser recuperada.
Después del episodio del temporal, varios expertos alertaron de que la ciudad no podría mantener las playas en el futuro perque no serían sostenibles, y aseguraron que habría que adoptar medidas para limitar la ocupación del litoral marítimo. También advirtieron que, a causa del cambio climático, la subida del nivel del mar y el calentamiento del agua supondrían más episodios de marejada y una actividad marina y costera más notable. La entidad ecologista Ecologistas en Acción se opuso a la reposición artificial de la arena, alegando que hacerlo suponía un gran impacto no solo económico sino también ambiental, y propuso alternativas como la de permitir que los sedimentos de los ríos llegaran de manera natural hasta la línea de costa.

## Playas

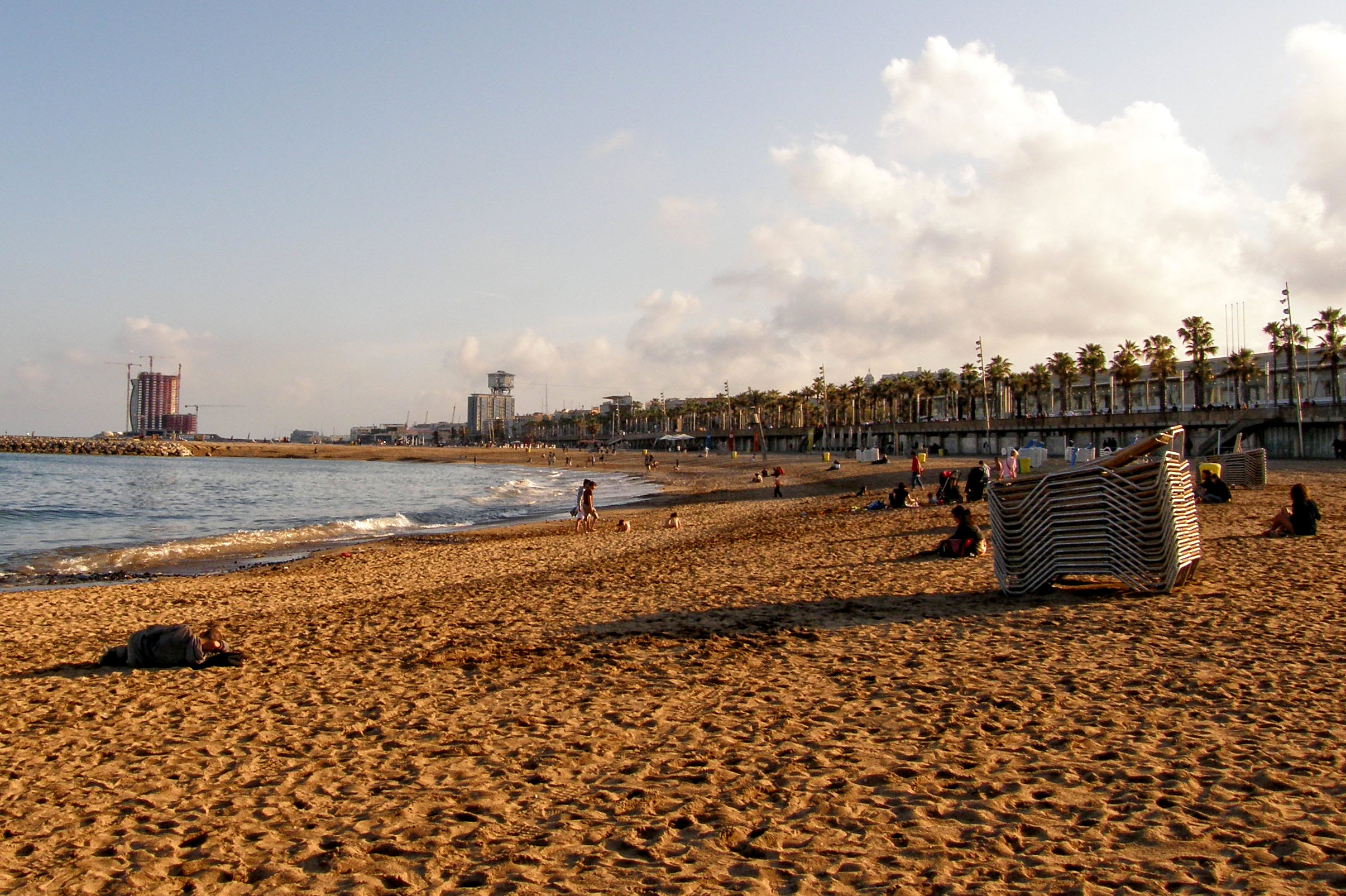
Playa del Somorrostro.

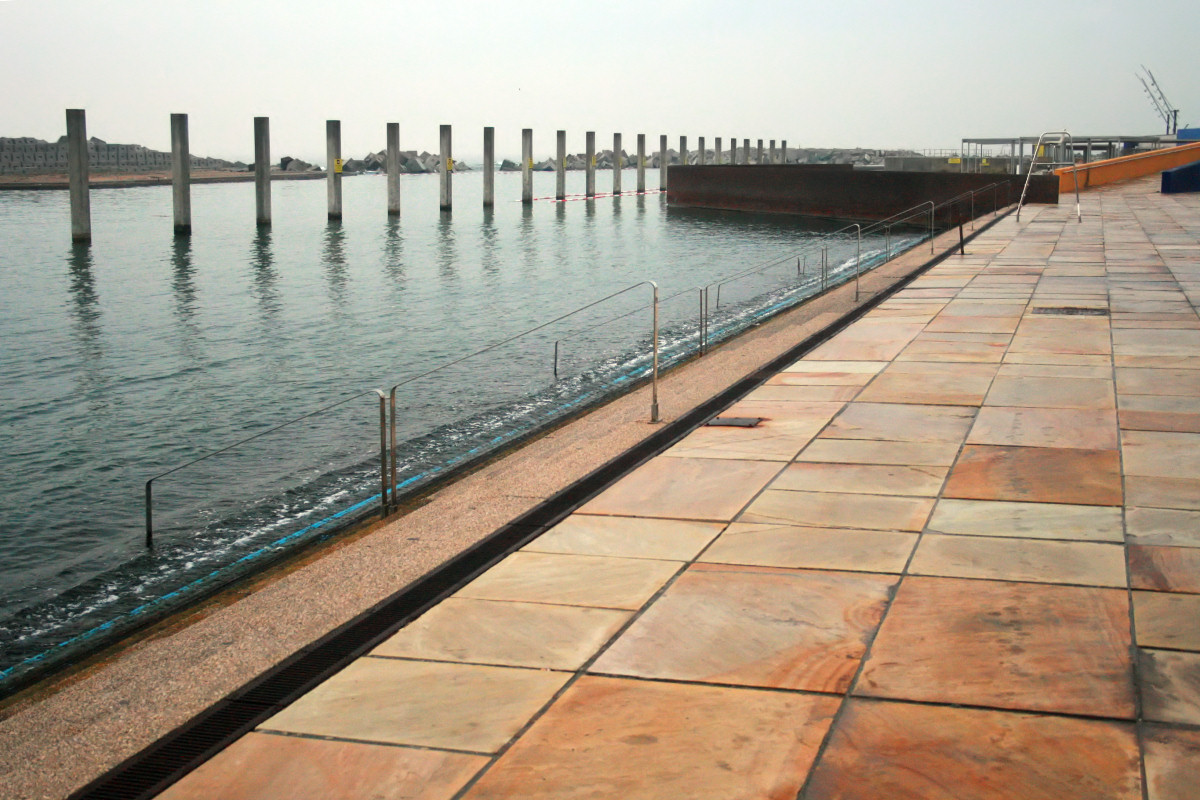
Zona de baños del Fórum.

Las playas que conforman la costa de la ciudad son de arena fina y dorada, anchas y de aguas poco profundas. De suroeste a nordeste son las siguientes:
- San Sebastián, en el barrio de la Barceloneta (Ciutat Vella), con una longitud aproximada de 660 m. Es la playa situada más a poniente y, junto con la playa de la Barceloneta, es la más antigua y de mayor tradición, dado que muy cerca tienen la sede clubes deportivos de gran relevancia en la ciudad por sus actividades relacionadas con el mar.[9]
- San Miquel, en el barrio de la Barceloneta (Ciutat Vella), con una longitud de unos 420 m por 48 de anchura. Está situada entre las playas de San Sebastián y la Barceloneta. Es una de las más antiguas de la ciudad.[10] En ella se encuentra La estrella herida, una escultura de Rebecca Horn, que ha propiciado que también sea conocida popularmente como "los cubos".[11]
- Barceloneta, en el barrio de la Barceloneta (Ciutat Vella), con una longitud de unos 400 m y una anchura media de 79. Está situada entre las playas de San Miquel y del Somorrostro. Junto con la de San Sebastián es una de las más antiguas y de mayor tradición de la ciudad.[12]
- Somorrostro, en el barrio de la Barceloneta (Ciutat Vella), con unos 522 m de longitud. Está situada entre las playas de la Barceloneta y de la Nueva Icaria, ante el Hospital de Mar. Hasta el 1966, la playa del Somorrostro acogió el barrio de barracas que le dio nombre.[1][13] A partir del año 2011, el tramo de la playa de la Barceloneta comprendido entre el Puerto Olímpico y el espigón del Gas fue renombrado como playa del Somorrostro para recuperar la memoria de los barrios de barracas de Barcelona.[14]
- Nueva Icaria, en el barrio de la Vila Olímpica del Poblenou (San Martín), con una longitud de 415 m. Está situada en el centro del litoral de la ciudad, entre las playas del Somorrostro y del Bogatell.[15]
- Bogatell, en el barrio del Poblenou (San Martín), con una longitud de unos 700 m. Está situada entre las playas de la Nueva Icaria y del Mar Bello, y es una de las que adquirió calidad al recuperar la fachada marítima de Barcelona.[16]
- Mar Bella, en el barrio de Diagonal Mar y el Frente Marítimo del Poblenou (San Martín), con unos 500 m de longitud. Está situada entre las playas del Bogatell y Nueva Mar Bella. Fue creada a raíz de la remodelación urbanística que se llevó a cabo a causa de los Juegos Olímpicos de Barcelona de 1992. Dispone de un espacio dedicado al nudismo.[17]
- Nueva Mar Bella, en el barrio de Diagonal Mar y el Frente Marítimo del Poblenou (San Martín), con una longitud de 420 m aproximadamente. Está situada entre las playas del Mar Bella y Levante, y juntamente con la del Mar Bella, se creó al recuperar la fachada litoral de Barcelona con motivo de los Juegos Olímpicos de la ciudad.[18]
- Levante, en el barrio de Diagonal Mar y el Frente Marítimo del Poblenou (San Martín), con una longitud de unos 375 m y una anchura media de 74. Está situada entre la playa de la Nueva Mar Bella y la plataforma del zoo marino. Es una playa artificial que se creó a partir de la retirada del rompeolas de la rambla de Prim y la construcción de la plataforma que estaba reservada para el zoo marino.[19] Es la única playa de la ciudad donde está permitido el baño de perros en verano, y con cuyo objeto desde 2016 se habilita una parte y se separa físicamente del resto de la playa.[20]
- Baños del Fórum, en el barrio de Diagonal Mar y el Frente Marítimo del Poblenou (San Martín), con una longitud aproximada de 375 m. Está situada entre la plataforma del zoo marino y el límite del barrio del Besòs y el Maresme. Se trata de una playa artificial y poco convencional, puesto que no dispone de arena y el acceso al baño se hace directamente desde superficies pavimentadas.[1] Forma parte del parque del Fórum, creada a raíz del Fórum de las Culturas que tuvo lugar en la ciudad el año 2004.[13]

Mapa de las playas de Barcelona.

## Acontecimientos
En las playas de Barcelona tienen lugar varios acontecimientos durante el año, la mayoría de los cuales son de tipo cultural: algunos conciertos de La Merced (Bogatell), los fuegos artificiales de la noche de San Juan, las sesiones del Cine Libre en la Playa en verano (San Sebastián) los recitales de habaneras durante la Fiesta Mayor de la Vila Olímpica (Bogatell) o el concierto de la OBC en motivo del Día de la Música (San Sebastián).
También han servido de plató cinematográfico para muchas películas, que filmaron algunas de sus escenas en algún momento del rodaje. Las playas de la ciudad, junto con sus parques y jardines, son unos de los espacios preferidos a la hora de rodar; en 2009 los tres juntos conformaban casi el 40% de las localizaciones de la ciudad elegidas. Algunas de las películas que tuvieron las playas de Barcelona entre sus localizaciones son, por ejemplo, Hay un camino a la derecha (Francesc Rovira-Beleta, 1952), Los Tarantos (Francesc Rovira-Beleta, 1963),Perros callejeros (José Antonio de la Loma, 1977), Tatuaje (Bigas Luna, 1978), La teta y la luna (Bigas Luna, 1994), Lola vende cá (Llorenç Soler, 2002) Una casa de locos (Cédric Klapisch, 2002), En la ciudad (Cesc Gay, 2003), Manuale de amore 2 (Giovanni Veronesi, 2007),Biutiful (Alejandro González Iñárritu, 2010), Barcelona, noche de verano (Dani de la Orden, 2013) y Barcelona 1714 (Anna Maria Bofarull, 2019).
Desde la temporada de baño de 2016 el Ayuntamiento pone a disposición de sus ciudadanos cuatro itinerarios marinos, con longitudes de entre 0,6 km y 1,2 km, para que puedan practicar natación en aguas abiertas e inmersión ligera. Estos itinerarios están situados dentro de las zonas de baño en las playas de la Barceloneta, San Sebastián, Mar Bella y Nueva Mar Bella, están balizaados y cuentan con indicaciones tanto sobre sus características como sobre la biodiversidad y las características del fondo marino.